# Buzéga
La buzéga è una zuppa a base principalmente di fagioli, patate, lardo e castagne secche o arrostite. È una ricetta tradizionale delle colline romagnole, in particolare di Cesena e della valle del Savio, tipicamente preparata in inverno e, in particolare, in Quaresima.

## Preparazione
Gli ingredienti di base sono patate, fagioli e castagne (secche o arrostite, precedentemente tenute a bagno per una notte), fatti bollire in acqua salata. A questi viene aggiunto un sugo preparato con un soffritto di cipolla nel lardo e passata di pomodoro, proseguendo la cottura. Nel piatto si uniscono crostini di pane. 
Esistono alcune varianti della ricetta: una prevede l'aggiunta di cavolo verza, un'altra l'esclusione della passata di pomodoro e delle patate e l'aggiunta di piadina. Un'ulteriore variante prevede la preparazione di una minestra di pasta e fagioli o riso e fagioli arricchita con castagne precedentemente bollite.